# Vall de Gallinera
Vall de Gallinera (em castelhano e oficialmente) ou la Vall de Gallinera (em valenciano) é um município da Espanha na província de Alicante, Comunidade Valenciana. Tem 53,6 km² de área e em 2021 tinha 557 habitantes (densidade: 10,4 hab./km²).

## Demografia
| Variação demográfica do município entre 1991 e 2004 | Variação demográfica do município entre 1991 e 2004 | Variação demográfica do município entre 1991 e 2004 | Variação demográfica do município entre 1991 e 2004 |
| --------------------------------------------------- | --------------------------------------------------- | --------------------------------------------------- | --------------------------------------------------- |
| 1991                                                | 1996                                                | 2001                                                | 2004                                                |
| 735                                                 | 682                                                 | 624                                                 | 590                                                 |